# The Unix-Haters Handbook
The Unix-Haters Handbook は Unix-Haters メーリングリスト に投稿されたメッセージをユーモアを交えて編集した書籍である。編集者はシムソン・ガーフィンケル、ダニエル・ワイズ、スティーブン・シュトラスマン。1994年に出版された。
2003年に電子形式で無料でダウンロードできるようになった。

## 内容
Unixユーザーの不満をテーマとしている。当時多くのユーザーが他のシステムからUnixへ移行してきており、彼らは前のシステムの方が計算機科学的に洗練されていると感じ、Unixとそのソフトウェアが内包する worse is better （悪いほうが良い）という哲学に多大な不満を感じていた。
今となってはこの本はやや古くなっている。題材の多くは1990年ごろのものであり、言及されている問題の多くはすでに存在しない。例えば、ジャーナリングファイルシステムが無いことに不満をあげたり、グラフィカルユーザインタフェースはUnixにとって自己矛盾であると述べているが、これらは今では標準的になっている。また、多くの不満がコマンドラインインタフェースの不規則性についてである。これらの不満が投稿されたのはLinuxが普及する以前であり、したがって槍玉になっているのは当時存在していた数種類の商用 Unix であるが、それらのほとんどはもう存在しない（商用 Unix 間の一貫性のなさもこの本の不満の大部分を占めている）。しかし、Linuxによる一見寡占的な状況は、各種のUnixがある、という状況を変化させただけであり、（GNU/Linux という語もあるようにLinuxではなく GNUのおかげで、GNU Coreutilsに代表されるGNUプロダクトでの共通性などはあるものの）コマンドライン引数類の不規則性はLinuxになったからといって、他のUnixと違う所があるかと言えばほとんど全く無いので、そのあたりはあいもかわらず通用する。
この本はペーパーバックとして出版された。表紙のデザインは叫び (エドヴァルド・ムンク)のパロディになっている。「UNIX barf bag」（UNIX ゲロ袋）と書かれたエチケット袋が裏カバーの内側に印刷されている。
巻頭のForeword（献辞）にはこうある: 「ケンとデニスへ。彼らがいなければこの本はありえなかった」。これはケン・トンプソンとデニス・リッチーを指している。その後のPreface（前書）に続いて、デニスが寄せたAnti-Foreword（反-献辞）も掲載されている。